# Domenico Savelli
Domenico Savelli (ur. 15 września 1792 w Speloncato, zm. 30 sierpnia 1864 w Rzymie) – włoski kardynał.

## Życiorys
Urodził się 15 września 1792 roku w Speloncato, jako syn Gregoria Marii Savelliego i Agaty Marii Arrighi. Studiował na La Sapienzy, gdzie uzyskał doktorat utroque iure. W 1816 roku przyjął święcenia kapłańskie. Następnie został klerykiem Kamery Apostolskiej i wicekamerlingiem. 7 marca 1853 roku został kreowany kardynałem diakonem i otrzymał diakonię Santa Maria in Aquiro. Zmarł 30 sierpnia 1864 roku w Rzymie.